# Ruta 914 (Costa Rica)
La Ruta 914, oficialmente Ruta Nacional Terciaria 914, es una ruta nacional de Costa Rica ubicada en la provincia de Guanacaste.

## Descripción
En la provincia de Guanacaste, la ruta atraviesa el cantón de La Cruz (el distrito de Santa Elena).